# Кук, Кэрол
Кэрол Кук (англ. Carol Cooke; род. 6 августа 1961, Торонто) ― австралийская велосипедистка, пловец и гребец канадского происхождения. Паралимпиец. Прекрасная пловчиха, она входила в сборную Канады по плаванию и надеялась, что ее выберут для участия в Олимпийских играх 1980 года в Москве, прежде чем ее страна бойкотировала эти игры. Она переехала в Австралию в 1994 году, в 1998 году ей поставили диагноз «рассеянный склероз», а в 2006 году она занялась греблей. Затем она переключилась на велоспорт, где выиграла золотую медаль на Паралимпийских играх в Лондоне в 2012 году, две золотые медали на Паралимпийских играх в Рио-де-Жанейро в 2016 году и серебряную медаль на Паралимпийских играх в Токио в 2020 году.

## Биография
Кэрол Линн Кук родилась 6 августа 1961 года в Торонто, Онтарио, Канада. Работала в столичной полиции Торонто 14 лет, следуя по стопам своей семьи, и некоторое время работала с секретным отрядом по борьбе с наркотиками.
В 1994 году она познакомилась и вышла замуж за своего мужа, а затем переехала в Австралию. Там у нее был диагностирован рассеянный склероз в 1998 году, незадолго до ее 37-летия.
Она стала послом для тех, кто имеет дело с болезнью. В этой роли она основала 24 Hour Mega Swim, мероприятие по эстафетному плаванию, собирающее деньги для людей с рассеянным склерозом. К тому времени, когда она ушла из игры на 21 год, Mega Swim выросла в Mega Challenges и собрала более 11 миллионов долларов. С 2012 года она работает мотивационным оратором и организатором мероприятий и живет в пригороде Мельбурна Норткот.

## Спортивная карьера
В Лондоне на Паралимпиаде 2012 года Кэрол Кук первый раз стала чемпионкой. Она выиграла велосипедный заезд «Смешанная гонка на время T1-2»
На Паралимпийских играх 2016 года в Рио-де-Жанейро Кук стала двукратной чемпионкой мира в велоспорте в дисциплинах «Женщины. Гонка на время, T1-2» и «Женщины, шоссейная гонка T1-2».
Кроме этого Кук девять раз становилась чемпионкой мира в гонках на шоссе.